# エリック・クロス
エリック・クロス（Eric Kloss、1949年4月3日 - ）は、アメリカ・ペンシルバニア州グリーンビル出身のジャズ・サックス奏者。

## 略歴
誕生以来の盲目で、1960年代、最初にピッツバーグでプロの演奏を始め、1965年にパット・マルティーノと共演した。後にその年、エリック・クロスは16歳でプレスティッジにて最初のレコーディングを行った。
1970年代後半を通してエリック・クロスはプレスティッジとミューズでリリースし続け、ドン・パターソン、ジャッキー・バイアード、リチャード・デイヴィス、アラン・ドーソン、シダー・ウォルトン、ジミー・オーウェンス、ケニー・バロン 、ジャック・ディジョネット、ブッカー・アーヴィン、チック・コリア、バリー・マイルス、テリー・シルヴァーライト、リッチー・コール、ギル・ゴールドスタインと共演した。
エリック・クロスは1981年以降、時折散発的に録音している。

## ディスコグラフィ

### リーダー・アルバム
- Introducing Eric Kloss (1965年、Prestige)
- Love and All That Jazz (1966年、Prestige)
- First Class Kloss! (1967年、Prestige)
- Grits & Gravy (1967年、Prestige)
- Life Force (1968年、Prestige)
- We're Goin' Up (1968年、Prestige)
- 『トゥ・ヒア・イズ・トゥ・シー!』 - To Hear Is to See! (1969年、Prestige) ※with チック・コリア
- Sky Shadows (1969年、Prestige)
- 『イン・ザ・ランド・オブ・ザ・ジャイアンツ』 - In the Land of the Giants (1969年、Prestige)
- 『コンシャスネス!』 - Consciousness! (1970年、Prestige) ※with チック・コリア
- 『ワン・トゥー・フリー』 - One, Two, Free (1972年、Muse)
- 『ドアーズ』 - Doors (1972年、Cobblestone)
- Essence (1974年、Muse)
- Bodies' Warmth (1975年、Muse)
- Together (1976年、Muse) ※with バリー・マイルス
- Battle of the Saxes (1977年、Muse) ※with リッチー・コール
- Now (1978年、Muse)
- Celebration (1980年、Muse)
- Sharing (1982年、Omni Sound) ※with ギル・ゴールドスタイン
- Sweet Connections: Live at EJ's (1998年)